# Wilhelm Höynck
Wilhelm Höynck (*  11. Dezember 1933 in Solingen; † 15. Mai 2025 in Bonn) war ein deutscher Diplomat, der unter anderem von 1993 bis 1996 Generalsekretär der Organisation für Sicherheit und Zusammenarbeit in Europa (OSZE) sowie von 1996 bis 1998 Botschafter und Leiter der Ständigen Vertretung beim Büro der Vereinten Nationen in Genf (UNOG) war.

## Leben
Nach dem Abitur studierte Höynck Rechtswissenschaften an der Universität zu Köln, Albert-Ludwigs-Universität Freiburg sowie der Rheinischen Friedrich-Wilhelms-Universität Bonn und legte 1959 das Erste Staatsexamen ab. 1962 erfolgte seine Promotion mit einer Dissertation zum Thema Gleichstellung ehelicher und unehelicher Kinder in Sowjetrußland und in dem nordamerikanischen Staat Arizona an der Universität zu Köln. Im Anschluss absolvierte er sein Referendariat mit der Absicht, eine Tätigkeit als Notar aufzunehmen. Allerdings entschloss er sich nach dem Zweiten Staatsexamen 1964 zum Eintritt in den auswärtigen Dienst.
Nach Abschluss der Laufbahnprüfung war er beim Generalkonsulat in Bordeaux tätig sowie im Auswärtigen Amt in Bonn. Während des Vietnamkrieges war er zwischen 1969 und 1971 Ständiger Vertreter des Botschafters in Südvietnam, während seine Frau als Diplomatin an der Botschaft in Thailand tätig war. 1971 wechselte er als Mitarbeiter zur Ständigen Vertretung bei der NATO in Brüssel, wo auch seine Frau als Mitarbeiterin bei der Ständigen Vertretung bei den Europäischen Gemeinschaften beschäftigt war.
Zwischen 1990 und 1991 war er Leiter der deutschen Delegation bei den Verhandlungen zum Deutsch-polnischen Nachbarschaftsvertrag, der am 17. Juni 1991 von Helmut Kohl, Hans-Dietrich Genscher, Jan Bielecki und Krzysztof Skubiszewski unterzeichnet wurde.
Am 15. Juni 1993 wurde er erster Generalsekretär der OSZE, die bis zur Umbenennung 1995 noch Konferenz über Sicherheit und Zusammenarbeit in Europa (KSZE) hieß, und behielt dieses Amt bis zu seiner Ablösung durch Giancarlo Aragona 1996. In dieser Funktion bemühte er sich insbesondere um den Aufbau einer organisatorischen Infrastruktur innerhalb der KSZE und OSZE.
Zuletzt wurde Wilhelm Höynck 1996 als Nachfolger von Alois Jelonek Botschafter und Leiter der Ständigen Vertretung beim Büro der Vereinten Nationen in Genf (UNOG). Dieses Amt bekleidete er bis zu seinem Eintritt in den Ruhestand 1998 und seiner Ablösung durch Karl Walter Lewalter.
Auch nach seinem Eintritt in den Ruhestand befasste er sich mit internationaler Politik, war 1999 Vorsitzender der deutschen Delegation bei der 55. UN-Menschenrechtskommission sowie von 1999 bis 2001 Beauftragter der OSZE für Zentralasien. Seit 2009 war er unter anderem Mitglied des Präsidiums der Deutschen Gesellschaft für die Vereinten Nationen (DGVN).
Er war Mitglied der katholischen Studentenverbindung K.St.V. Bavaria Freiburg. Die Juristin Theresia Höynck ist seine Tochter.

## Auszeichnungen
- 1996: Großes Silbernes Ehrenzeichen am Bande für Verdienste um die Republik Österreich[8]

## Schriften
- Gleichstellung ehelicher und unehelicher Kinder in Sowjetrußland und in dem nordamerikanischen Staat Arizona. Köln 1962
- Zivile Krisenverhütung und Konfliktbearbeitung. In: Ost-West. Europäische Perspektiven (OWEP), 2005, Heft 3.